# 布莱斯峡谷城 (犹他州)
布莱斯峡谷城（英文：Bryce Canyon City），是美国犹他州加菲尔德县下属的一座城市。建市于 1875年，面积大约为3.46平方英里（9平方公里），海拔约为7,664英尺（2,336米）。根据2010年美国人口普查，该市有人口198人。